# Национални институт за оријенталне језике и цивилизације у Паризу
Национални институт за оријенталне језике и цивилизације (фр. Institut national des langues et civilisations orientales), познат и под акронимом Inalco, француска је високошколска и истраживачка установа одговорна за наставу језика и цивилизација. Име је добила 1971. године. Има велики број наставника-истраживача, лингвиста и дипломата.
Од 2011. институт се налази у срцу латинског Париског кварта у 13. париском арондисману.

## Историја институције

### Од 1669. до 1914. године
Настава оријенталних језика и историје оријенталних цивилизација у Француској вуче корене од настанка француског колеџа по иницијативи Гуијома Будеа.
Под утицајем професора Жозефа Лаканала створена је специјална школа за оријенталне језике. Школа је отворила своја врата унутар Националне библиотеке у Паризу с мисијом подучавања савремених оријенталних језика „признати корисним за политику и трговину”. Први предавани језици били су „књижевни и вулгарни” арапски, турски и кримскo-татарски, персијски и малајски. Редовно се развијала током 19. века додајући нове језике и спајајући се са школом младих језика коју је основао Жан Батист Колбер 1669. ради обуке преводилаца за језике са подручја Леванта.

### Од 1914. до 1984. године
Године 1914, школа постаје „Национална школа модерног оријенталног језика” (ENLOV) и добија посебан статус који је остао на снази до 1968. када је студентски покрет довео до интегрисања установе у универзитетски сектор као „Универзитетски центар савремених оријенталних језика” (UCSOJ). UCSOJ није дуго задржао ово име и 3. фебруара 1971. мења име у садашње — „Национални институт оријенталних језика и цивилизација”.
Различита одељења почела су да се нагомилавају. Интердисциплинарна одељења се умножавају, као што су центар за припреме за међународну размену (међународна трговина), курс напредних међународних студија (посебно посвећен припреми такмичења у страним пословима), течај комуникације и интеркултуралне обуке, аутоматска обрада језика итд.

### Од 1985. до 2011. године
Од 1985. институт има статус „великог предузећа” (фр. grand établissement; попут Института за политику у Паризу). Током 90-их година 20. века, други пројекти преправљања нису били успешни.

### Од 2011. године па до данас
Распрострањени на неколико локација, нове наставне и административне просторије спајају већину обуке института у XIIIе арондисману на новом полу језика и цивилизација, са Универзитетском библиотеком језика и цивилизација (фр. Bibliothèque universitaire des langues et civilisations; BULAC). Оснивање је, дакле, део жеље за окупљањем универзитета како би стекле своје вештине на међународној универзитетској сцени и развијању лингвистичких вештина.
Универзитетска библиотека језика и цивилизација је универзитетска библиотека која је отворена 12. децембра 2011. заједно са Националним институтом за оријенталне језике и цивилизације. Универзитетска библиотека определила се за језике који се пишу нелатиничним словима што одговара пољима наставе и истраживања универзитета.

## Организација
Мисија установе је подучавање језика средње и источне Европе, Азије, Океаније, Африке и становништва Америке, као и географије и историје. Предавања о језицима и припадајућим цивилизацијама врше специјализовани наставници-истраживачи и изворни говорници региона који се проучавају.

### Одељења, сектори и секције
је делимично састављен од одељења чији обим одговара региону света као и од професионално оријентисаних сектора. Одељења могу бити једнојезичка или груписана у више језичких секција. Курсеви припремају студенте за комуникацију и интеркултуралну обуку, међународну трговину, подучавање француског као страног језика, напредне међународне студије и аутоматску обраду језика.
Списак одељења
- Африка
- Јужна Азија и Хималаји
- Југоисточна Азија / Пацифик
- арапске студије
- кинеске студије
- корејске студије
- хебрејски и јеврејски студиј
- јапанске студије
- руске студије
- Евроазија
- Средња и Источна Европа
- језици и културе Америке

Списак сектора
- међународна трговина (Центар за припрему за међународну трговину)
- интеркултурална комуникација и обука
- настава језика (француски као страни језик)
- међународни односи (напредне међународне студије)
- вишејезични IT текстови

Институт нуди могућност похађања почетне обуке на нивоу бачелора, мастера или доктората, као и опцију континуираног образовања за спољне студенте и професионалце.
Популарни су и кратки курсеви, вечерњи течајеви и „практични сертификати”.

## Истраживачки тим
Институт тренутно има 14 истраживачких јединица, 8 пријемних тимова и 6 заједничких јединица. Има и око 570 активних пуноправних чланова уз 270 истраживача-наставника и 300 докторских студената.

## новине
новине објављују научне радове и часописе из дисциплинске области у папирној верзији. Њихова уредничка понуда организована је око збирки географских подручја (Азија, Европа, Африка, Средоземље, Америка, итд.) и серија које одговарају дисциплинским групама (језици и лингвистика, хуманистичке и друштвене науке, уметност и писма, превод итд.).
Часописи истраживачког центра
- Балканске свеске[6]
- Бележнице усмене литературе[7]
- Ципанго (јапанске студије)[8]
- Студије Индијског океана[9]
- Рецензије о берберским студијама[10]
- Слово (руске и сибирске студије)
- Иод (савремене хебрејске и јеврејске студије)[11]
- Фино-угрске студије[12]
- Манденкан[13]